# Éon de l'Étoile
Pour les articles homonymes, voir Éon (homonymie).
 (18 septembre 2024).
Éon de l'Étoile ou Eudes de l'Étoile (Eudo de Stella) était un hérétique breton, probablement un petit clerc, qui commit des pillages en Bretagne à l'époque de la réforme grégorienne dans ce duché (de 1140 à 1148).

## Un hérétique breton dans la réforme grégorienne
Éon de l'Étoile serait issu d'une noble famille de Loudéac en Bretagne. Il fut d'abord probablement un moine de l'ordre de Saint-Augustin[réf. souhaitée] avant de s'établir ermite en forêt de Paimpont dans le prieuré du Moinet[réf. souhaitée], un ancien établissement druidique[réf. souhaitée] près du lieu identifié par certains auteurs du xixe siècle, comme la légendaire fontaine de Barenton ; il fut mêlé aux troubles touchant le clergé local ; la mise en œuvre tardive de la réforme grégorienne en Bretagne qui mit fin, entre autres, au mariage des prêtres, ne se fit pas sans difficultés. Selon Othon de Freisingen, Éon de l'Étoile était un pene laicus, c'est-à-dire un « à peine laïc » donc un « quasi clerc », ce qui renforce l'hypothèse qu'il faisait partie du clergé breton.
D'après le Chronicon Britannicum, Éon et ses partisans auraient tué des habitants, brûlé des habitations d'ermites dans les forêts dont celle de Bresrelien (que certains rattachent à la forêt - légendaire - de Brocéliande, à son tour rattachée par des celtomanes à la forêt de Paimpont), s'en prenant aussi à des monastères, châteaux et maisons bourgeoises, répartissant le butin de façon égalitaire à la manière de Robin des Bois[réf. souhaitée]. Il devint ensuite un prophète[réf. souhaitée], développant une hérésie qui gagna toute la Bretagne ainsi que la Gascogne [réf. souhaitée]
Outre les troubles à l'ordre public reprochés à Éon et ses disciples, celui-ci était accusé de se prendre pour le fils de Dieu en entendant son prénom (Éon = Eum) dans certaines prières, telles la phrase de conclusion des oraisons (adressées au Christ) : per eumdem dominum nostrum Jesum Christum… (« par le même (Éon) notre Seigneur Jésus-Christ…»), ou celle de l'exorcisme du sel : « per eum qui venturus est judicare vivos & mortuos & secularum per ignem » (« par celui (Éon) qui viendra juger les vivants et les morts et le monde par le feu »).
Il tiendrait son surnom « de l'Étoile » (Stella en latin) du passage de la comète de Halley en 1145. Hugues d'Amiens dans sa préface voyait, dans le passage de cette comète, le présage de la « ruine de cette hérésie ».
Le Chronicon Britannicum situe cette hérésie entre autres dans le diocèse d'Alet dont l'évêque était Jean de Châtillon. Certains historiens pensent que cet évêque a sévi contre des mouvements hérétiques assez répandus dans le centre Bretagne au XIIe siècle. Dans ce contexte, une quarantaine de paroisses dans le sud du diocèse furent données par Jean de Châtillon (= de la Grille) aux chanoines du nouveau chapitre de Saint-Malo. Cet ancien chanoine augustin, élu évêque d'Alet en 1143. Très vite, fut en conflit avec les moines de Marmoutier installés sur l'île d'Aaron où étaient conservées les reliques de saint Malo. Jean de Châtillon voulait récupérer cette île prétextant qu'elle fut le siège épiscopal. Il fallut dix ans de procédure à Jean de Châtillon pour obtenir gain de cause. Il fit plusieurs recours et obtint l'aide décisive de saint Bernard.
Éon de l'Étoile fut arrêté et présenté au concile de Reims en 1148. Il aurait été amené à ce concile par un évêque breton. Il est possible que ce soit Jean de Châtillon qui fut cet évêque. Ayant perdu ses premiers recours, il est possible que Jean de Châtillon se chargea de présenter l'hérétique Éon de l'Étoile pour s'attirer les bonnes grâces du pape Eugène III et de saint Bernard afin d'obtenir gain de cause dans un différend l'opposant aux Marmoutiers de Saint-Malo.
Contrairement à ce qu'on pourrait imaginer du sort d'un hérétique jugé par l'Église, Éon de l'Étoile ne fut pas envoyé au bûcher. Il fut jugé publiquement par des pairs de l’Église et condamné à la prison, enfermé à l'abbaye de Saint-Denis. Son cas relevait de la folie et en droit canon, on enferme les fous. Dans ce même concile un autre personnage accusé d'hérésie fut condamné. Il s'agissait de Gilbert de la Porrée, évêque de Poitiers, scolastique célèbre qui étudia Aristote. Son erreur fut de vouloir rapprocher la philosophie d'Aristote avec le catholicisme. Il eut pour élève Othon de Freisingen. Ce dernier, dans le De Gestis Frederici, relate le concile de Reims et particulièrement le jugement à huis clos de son ancien maître accusé d'hérésie. Tout opposait Éon de l'Étoile à Gilbert de la Porrée. Éon, petit clerc ignorant, violent, se prenant pour Dieu, le résultat d'une réaction à la réforme grégorienne qui voulait relever le niveau spirituel et moral du clergé. Gilbert un évêque, ancien maître de scolastique de Paris, fruit de la « petite Renaissance » du Moyen Âge, grand intellectuel de son temps que la réflexion mena « trop loin » pour ses pairs de l'époque. Othon de Freisingen met dans son texte les deux hommes en opposition et se moque d'Éon de l'Étoile dont l'hérésie est intellectuellement bien inférieure aux concepts que Gilbert de La Porrée a pu proférer. Gilbert de La Porrée fut condamné au silence.
Éon de l'Étoile mourut peu de temps après, probablement dans une prison de Reims. Quant au sort de ses disciples, ceux-ci furent réprimés dès 1145. Le prieuré du Moinet fut détruit sur ordre de l'évêque d'Aleth. Toutefois l'hérésie éoniste survécut pendant deux siècles et, en Italie,au XIVe siècle, un autre hérétique, Dulcin, originaire de Novare, relança la secte (hérésie dulciniste).

## Éléments biographiques
Éon de l'Étoile est un hérétique breton du XIIe siècle (1145-1148). Les sources médiévales, le concernant, sont rares voire fragmentaires, ce qui laissa par la suite une plus grande liberté aux auteurs postérieurs d'imaginer Éon de l'Étoile successivement comme l'auteur d'une nouvelle religion, un magicien, un manichéen, un cathare voire un révolutionnaire. Éon de l'Étoile doit être replacé dans le contexte de son temps et plus précisément dans celui de l'application de la réforme grégorienne en Bretagne au XIIe siècle.

## Les sources médiévales relatives à Éon de l'Étoile
Les sources médiévales faisant référence à Éon de l'Étoile sont les suivantes (dans l'ordre chronologique) et peuvent être classées en deux périodes :
Les sources contemporaines ou relativement proches des faits (1145 à 1195) sont :
- La préface du traité de l'Église et de ses ministères par Hugues d'Amiens, archevêque de Rouen[17] ;
- continuateur anonyme de Sigebert de Gembloux : Ex Auctario Gemblacensi[18] ;
- Chronico Cameracensis de Lambert de Watrelos[19] ;
- De Gestis Frederici, lib I, Othon de Freisingen[20] ;
- Appendice Ad Sigebertum de Robert de Torigny, abbé du Mont Saint-Michel ;
- Chronicon Britannicum[21] ;
- Verbum Abbreviatum, Pierre le Chantre (Petrus Cantor)[22].

Les sources datant de la fin du XIIe siècle, début XIIIe siècle :
- Annales Parchenses[23] ;
- Annales Magdeburg[24] ;
- De Rebus Anglicis, livre I, Guillaume de Newburg[25] ;

Nicols Ambianensis Chronico, Nicolas d'Amiens
- Appendice Ad Sigebert - Altierus Roberti, Robert Abolant[27] ;
- Chronico Alberici, Albéric des Trois-Fontaines[28] ;
- Chronico Cassinensi (Chroniques du Mont Cassin[29]).

Ces sources, excepté le De Rebus Anglicis de Guillaume de Newburg, sont des reprises plus ou moins approximatives des sources précédentes. Quant à Guillaume de Newburg, il écrivit une véritable fable sur Éon de l’Étoile. Ce texte, le plus important par la taille et par les détails (farfelus) nombreux, influença jusqu'aux auteurs actuels. À partir des écrits fabuleux de Guillaume de Newburg naquis la légende d'une sorte d'hérétique pilleur, vivant dans la forêt de Brocéliande et ayant accumulé des richesses.

## Études, essais et articles consacrés totalement ou partiellement à Éon de l'Étoile
- Philippe Carrer, Folies et déraisons en Bretagne d'antan, Coop Breizh, 2012, 253 p. (ISBN 978-2-84346-550-5, BNF 43502259), chap 2 : Requiem pour Éon de l'Étoile
- Jean Markale, Histoire secrète de la Bretagne, Albin Michel, 1977, chap 7

## Sources
- Jean-Loup Avril, Mille Bretons, dictionnaire biographique, Les Portes du Large, Saint-Jacques-de-la-Lande, 2002, (ISBN 2-914612-10-9)
- Norman Cohn, Les Fanatiques de l'Apocalypse, Chapitre II, « Les premiers mouvements messianiques européens »,
- Emmanuel Salmon-Legagneur, Les Noms qui ont fait l’histoire de Bretagne, Coop Breizh/Institut culturel de Bretagne, 1997, (ISBN 2-84346-032-8) et  (ISBN 2-86822-071-1)